# حاجي باري
حاجي باري (8 ديسمبر 1992 بكوناكري في غينيا - ) هو لاعب كرة قدم غيني في مركز الهجوم. لعب مع أورلاندو سيتي وOrlando City B ‏ وOrlando City U-23 ‏.

## روابط خارجية
- حاجي باري على موقع الدوري الأمريكي (الإنجليزية)
- حاجي باري على موقع قاعدة بيانات كرة القدم.إي يو (الإنجليزية)
- حاجي باري على موقع ناشيونال فوتبول تيمز (الإنجليزية)
- حاجي باري على موقع Soccerway.com (الإنجليزية)